# Френк Хан
Френк Горацій Ган FBA (26 квітня 1925, v/ Берлін, Веймарська республіка — 29 грудня 2013, Кембридж, Велика Британія) — англійський економіст, чия робота була зосереджена на загальній теорії рівноваги, монетарній теорії, кейнсіанській економіці і монетаризмі. Відомою проблемою в економічній теорії, яка полягає у тому, що умови, за яких гроші (які сутнісно нічого не варті) можуть мати позитивне значення в загальній рівновазі, є «проблема Гана».

## Біографія

### Раннє життя та освіта
Френк Ган народився 26 квітня 1925 року в Берліні в чеській родині. Його батько за професією був хіміком і письменником. Сім'я переїхала до Праги в 1931 році і виїхала до Англії в 1938 році. Він і його брат здобули освіту в Борнмутській школі з 13 років, до якої він зберігав постійний ентузіазм. Він став штурманом у Королівській авіації під час Другої світової війни, потім відновив перервану вищу освіту, не вивчаючи математики в коледжі Балліолу у Оксфорді, а натомість вивчаючи економіку в Лондонській школі економіки. Він одружився з Дороті Салтер, також економісткою, в 1946 році, і почав викладати в Бірмінгемі в 1948 році.
Френк Ган отримав ступінь доктора в 1951 році в Лондонській школі економіки (LSE) за статтю «Частка заробітної плати: дослідження теорії розподілу» , де його спочатку курував Ніколас Калдор, а згодом Лайонел Роббінс. Будучи студентом, він був частиною семінару Хаєка та Роббінса в Лондонській школі, і одного разу він сказав, що його дружина була початковим членом Товариства Мон Пелерін.

#### Академічна робота
Ган розпочав свою викладацьку кар'єру в 1948 році в Бірмінгемському університеті, де згодом був обраний лектором з математичної економіки. У 1960 році він вступив до Кембриджського університету — як співробітник коледжу Черчілля і як викладач економіки в університеті.
У 1967 році він перейшов до Лондонської школи економіки, де вперше став професором. Він повернувся в Кембридж як професор економіки через п'ять років. Він прочитав свою вступну лекцію «Про поняття рівноваги в економіці» 28 лютого 1973 року. Ган залишався професором економіки в Кембриджі до виходу на пенсію в 1992 році, хоча майже щороку здійснював візити до США, особливо як професовідвідувач Гарвардського університету, MIT, Каліфорнійського університету Берклі, а також Інститут математичних досліджень Стенфорда в соціальних науках. З 1990 по 1996 рік Ган керував докторською програмою кафедри економіки в Сієнському університеті. Врешті-решт він став професором emeritus в Кембриджі.

##### Відомий лист
Широке визнання та увагу він здобув у 1981 році як співавтор листа до «Таймс», підписаного 364 найвідомішими економістами Великої Британії, висловлюючи сумніви щодо економічної політики Маргарет Тетчер, попереджаючи, що це призведе лише до поглиблення переважної депресії.

###### Вплив та нахили
На власне визнання, на Френка Гана вплинули економісти Джон Хікс, В.М. Ґорман, Такаші Неґіші та Кеннет Ерроу . Він у свою чергу вплинув на велику кількість колег та студентів.

## Смерть
Він помер у Кембриджі 29 січня 2013 року після короткої хвороби. Його пережила дружина Дороті, з якою він одружився в 1946 році.

## Основні роботи
- «Частка заробітної плати в торговому циклі», Економічний журнал , т. 60 (1950).
- «Частка заробітної плати в національному доході», Oxford Economic Papers vol. 3 № 2 (1951).
- «Відсоткова ставка в загальному рівноважному аналізі», Економічний журнал (1955).
- «Валові замінники та динамічна стабільність загальної рівноваги», Econometrica vol. 26 (1958), стор. 169–70.
- «Суперечність Патінкіна», Огляд економічних досліджень, вип. 19 (1960).
- «Стабільність рівноваги зростання», щоквартальний журнал «Економіка», вип. 74, с. 206–26 (1960).
- «Гроші, динамічна стабільність та зростання», Metroeconomica vol. 13 № 11 (серпень 1961 р.).
- «Стабільний процес коригування конкурентоспроможної економіки», Огляд економічних досліджень, т. 39, с. 62–5 (1962).
- «Теорема про стійкість до нетатонемента» з Т.Негісі, Економетрика, т. 30 № 3 (1962).
- «Про стабільність чистої біржової рівноваги», Міжнародний економічний огляд , вип. 3 (травень 1962), 206–13.
- «Стабільність рішення Курно Олігополія», Огляд економічних досліджень, т. 29 с. 329–33 (1962).
- «Про поведінку рівноваги багатосекторальної моделі зростання», Економічний журнал (1963)
- «Теорія економічного зростання: опитування», з RCOMatthews (1964), Економічний журнал, т. 74, стор. 779—902 (1964). JSTOR  2228848
- «Про деякі проблеми доведення існування рівноваги в грошовій економіці» в « Теорії процентних ставок» (1965) за редакцією Гана та Брехлінга.
- «Динаміка рівноваги з гетерогенними товарами капіталу» Щоквартальний журнал економіки, т. 80 (1966) С. 633–46.
- «Про гарантовані шляхи зростання», Огляд економічних досліджень , т. 35, с. 175–84 (1968).
- «Про гроші та зростання», Журнал грошей, кредитування та банківської діяльності, т. 1 № 2 (1969).
- «Деякі проблеми з коригуванням», Econometrica vol. 38 № 1 (січень 1970 р.).
- Загальний аналіз конкурентоспроможності (1971), з KJ Arrow .
- «Рівновага з витратами на операції», Econometrica vol. 39 № 3 (1971).
- «Зима нашого невдоволення», Economica (1973).
- «На деяких шляхах рівноважного зростання» в моделях економічного зростання (1973) за редакцією Mirrlees and Stern.
- «Про витрати на транзакції, економіку та гроші несуттєвої послідовності», Огляд економічних досліджень, т. 40 № 4 (жовтень 1973 р.).
- Про поняття рівноваги в економіці (1974).
- «Відродження політичної економії: неправильні питання та неправильні аргументи», Економічний запис vol. 51. С. 360–4 (1975).
- «Кейнсіанська економіка та загальна теорія рівноваги: роздуми про деякі поточні дебати» в « Мікроекономічні основи макроекономіки» (1977) за редакцією Харкорта.
- «Монетаризм та економічна теорія», Economica Vol. 47 # 185 (1980).
- «Загальна теорія рівноваги» в « Кризі в економічній теорії» (1981) за редакцією Белла та Крістоля.
- Гроші та інфляція (1982).
- «Роздуми про невидиму руку», Рецензія банку Ллойда , квітень 1982 року.
- «Неорикардіанці», Кембриджський журнал економіки (1982).
- «Стабільність» у Підручнику з математичної економіки (1982) за редакцією Arrow and Intriligator.
- «Про деякі труднощі утилітарного економіста»
- Рівновага та макроекономіка (1984).
- Гроші, ріст та стабільність (1985).
- «Ліквідність» у Підручнику грошово-кредитної економіки (1988) за редакцією Фрідмана та Гана.
- Критичний нарис сучасної макроекономічної теорії (1995) з Р. М. Солоу .
- «Зауваження про неповну ринкову рівновагу» на ринках, інформації та невизначеності (1999) за редакцією Чичильницького .
- «Примітки про економіку послідовностей, трансакційні витрати та невизначеність», з журналу «Економічна теорія», вип. 86 № 2 (1999).